# Vento elettrico
Il vento elettrico è un fenomeno elettrostatico che si produce in presenza di punte cariche elettricamente, a causa del movimento degli ioni dell'aria provocato dalla presenza della carica sulla punta stessa.
Supponendo, per esempio, che la punta sia carica negativamente, essa attirerà gli ioni positivi presenti nell'aria e respingerà gli ioni negativi. Questi ultimi allontanandosi rapidamente dalla punta generano un movimento di materia percepibile come uno spostamento d'aria (come un leggero vento, appunto). Sulla punta, per il terzo principio della dinamica agisce una forza diretta nel verso opposto al vento che essa genera.

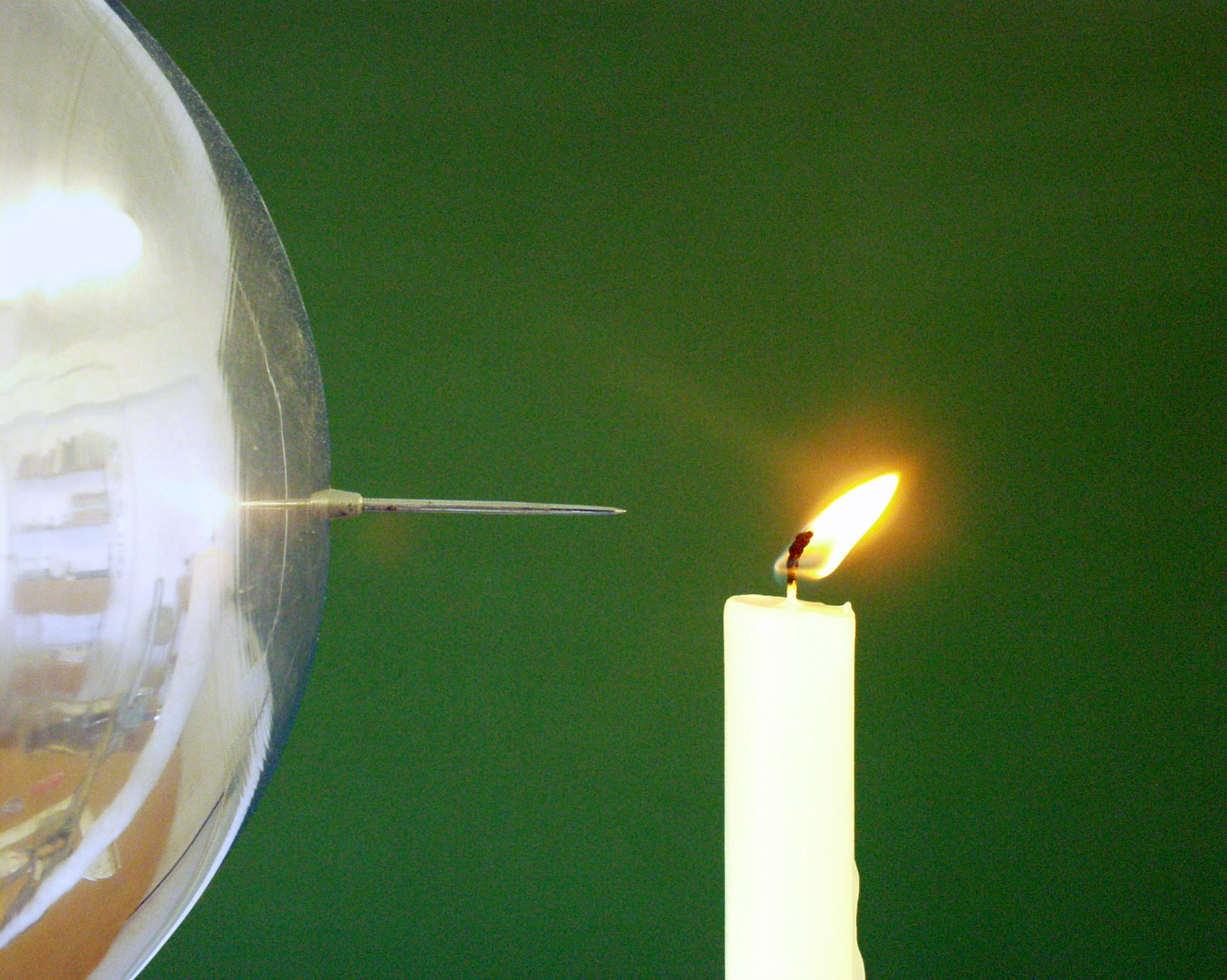
Effetto del vento elettrico sulla fiamma di una candela

Il fenomeno si verifica in presenza di punte o di conduttori che presentano zone con piccolo raggio di curvatura. In queste zone infatti la densità di carica superficiale è più alta che in zone con grande raggio di curvatura: di conseguenza il campo elettrico sulle prime risulta maggiore.
Il vento elettrico è osservabile, ad esempio, portando in prossimità della punta di un conduttore elettrico carico la fiamma di una candela: quest'ultima si piega sotto l'azione del "vento di elettroni", cioè il movimento d'aria dovuto a ioni, in parte presenti nell'atmosfera, in parte formatisi in prossimità della punta.
Un altro esempio può essere l'arganetto elettrico (un conduttore fornito di una serie di raggi metallici ripiegati nello stesso verso e terminanti con una punta), in cui gli ioni attratti dalle punte cedono la loro quantità di moto ad esse generando un moto rotatorio di direzione opposta a quella in cui sono orientate le punte.